# Амбулантна кола
Амбулантна кола су специјализовано возило за превоз болесних и повређених ка болничким центрима за њихов даљи третман. Такође може да послужи за превоз пацијената између болничких центара. Опремљена су електрокардиографима, апаратима за дисање, дефибрилаторима, лековима и хируршким инструментима.
Амбулантна кола су опремљене посебним светлосним и звучним сигналима због потребе да се пацијент брзо донесе у болницу. Када виде или чују ову сигнализацију, сви учесници у саобраћају су дужни су да се уклоне са пута и обезбеде првенство пролаза амбулантним колима.

## Историја
Француски лекар Доминик-Жон Лареи је 1792. године створио концепт за брзо спашавање и помоћ повређенима.
Током Првог светског рата, хитна помоћ је била напредна станица за помоћ најближа фронту и способна је примити рањене војнике за прву помоћ пре њихове евакуације у војну теренску болницу.

## Хигијена возила
Хитна помоћ се користи за превоз болесних и рањених. Слабе особе у годинама имају веће шансе да се разболе. Инфекција може доћи од родбине и породице или из места где је та особа боравила. Meдицински радници или опрема могу пренети клице с једног пацијента на другог. Због тога је јако битно одржавати хигијену и поштовати протоколе за чишћење и дезинфекцију. Препоручује се употреба опреме за једнократну употребу што је више могуће.